# Flugsimulator für A320
Der Flugsimulator für A320, zur Zeit der Entstehung im Jahr 1991 Airbus A320 genannt, ist ein PC-Spiel der Flugsimulation-Genre, die neben dem Fliegen auch Elemente eines Rollenspiels enthält. 
Der Spieler durchläuft eine fiktive Karriere bei einer Fluggesellschaft. Mit steigendem Dienstgrad stehen ihm immer weniger Hilfen des Autopiloten zur Verfügung, und die Schwierigkeiten des Fluges selber werden erhöht: man muss zum Ausweichplatz fliegen, oder die Landung abbrechen. Außerdem verschlechtern sich die Wetter- und Sichtbedingungen im Karriereverlauf.
Zur Planung und Durchführung des Fluges stehen Karten des „offiziellen“ Ausrüsters Jeppesen zur Verfügung.
Einziger Flugzeugtyp ist ein Airbus A320 mit 150 Sitzplätzen und einem Höchstabfluggewicht von 73,5 Tonnen.

## Geschichte
Lauffähig ist die erste Version 1991 auf Amiga und Atari. 1992 kam eine PC-Version hinzu. Autor des Programms war und ist bis heute Rainer Bopf; das Intro wurde von M. Bittner geschrieben. Für die Musik des Intros zeichnete M. Steinwachs verantwortlich.
In den letzten Versionen entfielen Intro und Musik.
- 1992 wurde das Fluggebiet auf die USA ausgedehnt. Vorher waren nur Flüge innerhalb Europas möglich. Verbindungsflüge zwischen den einzelnen Gebieten sind bis heute nicht möglich. Vertriebspartner war Thalion Software. Die „Volumes“ genannten Versionen gingen bis 2.
- 2000 wurde der Airbus A320 umbenannt in Flugsimulator für A320. Vertriebspartner wurde die Media Verlagsgesellschaft m.b.H., die heute (2010) ein anderes Geschäftsfeld hat.
- 2001 erschien die Version 2, jetzt des „Flugsimulator...“ genannten Programms. Das Einsatzgebiet wurde um Schweden und Nordafrika erweitert.
- Die letzte Version 3.[1] Plattform ist Microsoft Windows XP. Eine angekündigte Version 4 erschien bislang nicht.[2]

## Spielablauf
Es gibt drei Programmabschnitte:

### Flugplanerstellung

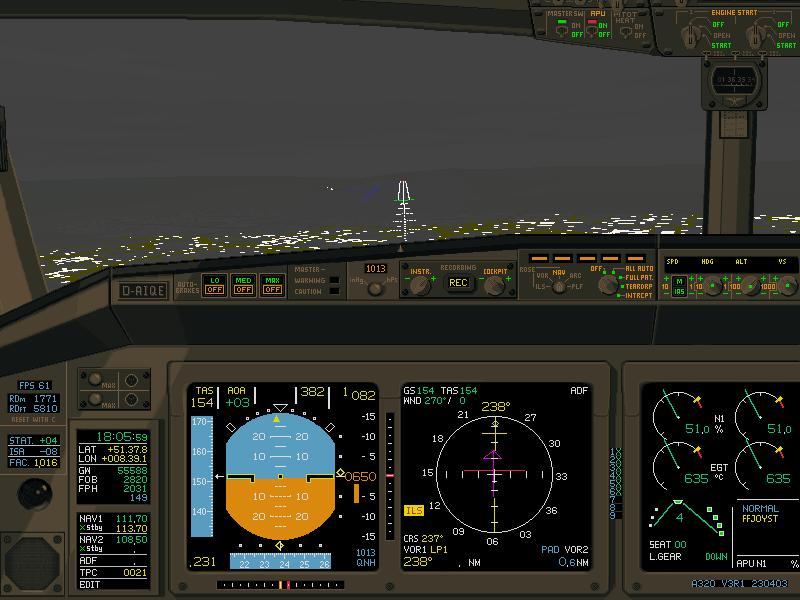
Anflug auf Paderborn EDLP mit dem A320-Simulator

Unterschieden wird ein „Trainingsmodus“, in dem jedem Spieler (man fliegt im Training nicht unter seinem Account) alle Hilfen zur Verfügung stehen. Auch kann man in der Luft nachtanken oder den Airbus an einen beliebigen Punkt im dreidimensionalen Raum versetzen und von dort aus weiterfliegen. Frei wählbar sind Abflug- und Zielflughafen.
Im „Duty-Modus“ entscheidet man sich für einen definierten Account, dem ein bestimmter „Dienstgrad“ zugeordnet ist. Vorgegeben wird der Abflughafen und das Wetter.
Über Untermenüs wählt der Spieler den Zielflughafen, dessen Landebahn dann beim Anflug vom System vorgegeben wird. Wichtig ist eine ausreichende Betankung, um diesen und einen Ausweichflughafen sicher zu erreichen. In Version 3c stehen 202 Flugplätze in Europa zur Verfügung, 105 im Gebiet der Westküste der USA und 172 im Nordosten des amerikanischen Kontinents. Alle Gebiete liegen mehr als 3000 NM voneinander entfernt und übersteigen damit die Reichweite des Vorbildes. Der Zielflughafen muss also im gleichen Großgebiet liegen wie der Abflughafen.

### Flugdurchführung
Diese läuft ab wie in anderen PC-Flugsimulatoren auch, wobei die Landschaftsgrafik ein Schwachpunkt ist. Besonderer Wert wurde auf die korrekte Simulation des Flugverhaltens des A320 und seiner „Fly-by-Wire“-Steuerung gelegt. Die Steuerung kann mit Tastatur und Maus erfolgen. Um aber die Funktionen des „Fly-by-Wire“-Systems und das damit verbundene Flugverhalten zu erleben, ist ein Joystick, möglichst mit Force Feedback, erforderlich. 
Als Hilfe steht ein Autopilot mit den Funktionen des realen A320 zur Verfügung:
- AUTO-SPEED regelt die Geschwindigkeit über die Triebwerksleistung.
- AUTO-HEADING dreht auf den eingestellten Kurs und hält ihn.
- AUTO-ALTITUDE steigt/sinkt auf die eingestellte Höhe und hält diese.
- AUTO-NAV steuert das Flugzeug zum ausgewählten VOR
- AUTO-APPROACH/AUTO-LANDING steuert das Flugzeug in dem gewählten AUTO-Anflugverfahren bis zu Landung mittels ILS.

Als AUTO-Anflugverfahren stehen FULL PATTERN, TEARDROP und INTERCEPT FINAL zur Verfügung. Kurse, Flughöhen und Geschwindigkeit sind frei wählbar und werden bei der Flugauswertung nicht berücksichtigt.
Der Simulator verfügt über einen Trainingsmodus und einen Dienst-Modus. Im Trainings-Modus stehen alle Funktionen zur Verfügung. Im Dienst-Modus wird ein Logbuch geführt, in dem die absolvierten Flüge mit deren Bewertung eingetragen werden. Durch erfolgreiche Dienstflüge (Planung und Durchführung) kann man in der Karriere vom „Student-Pilot“ bis zum „Chiefpilot“ aufsteigen. Regelmäßige Pflicht-Dienstflüge („Stand-Checks“) überprüfen die geforderten Fähigkeiten und führen ggf. zur Degradierung. Bei diesen Flügen wird der Zielort vorgegeben, die Verfügbarkeit von Autopilot-Funktionen mit steigendem Dienstgrad eingeschränkt und ein schwierigeres Wetter vorgegeben.
Einen breiten Raum nimmt in dem ausführlichen Handbuch und im tatsächlichen Flugbetrieb das Orientieren an Drehfunkfeuern und DME ein. Ebenfalls Ungerichtete Funkfeuer und bei der Landung natürlich Instrumentenlandesysteme werden erklärt und im Regelfall auch benutzt. Die Simulation soll und kann aber keine in diese Richtung zielende Ausbildung ersetzen.

### Flugauswertung
Diese bewertet den Zustand des Flugzeuges im Moment des Bodenkontaktes. Wenn kein „OVERRIDING ERROR“ (Fehler, der durch nichts auszugleichen ist) vorliegt, werden Querneigung, Abweichung vom Landekurs, TOUCHDOWN POINT, Sinkrate und Resttreibstoff zur Bewertung herangezogen, wobei eine ideale Landung 100 % ergibt. Auch die Einhaltung des Gleitpfades vor der Landung fließt in die Bewertung ein.
Für einen normalen „Duty“-Flug darf keine Bewertung unter 66 % liegen, für einen „Standcheck“ oder einen Qualifikationsflug keine unter 75 %.
Zu den „OVERRIDING ERRORS“ zählen Abstürze, falscher Flughafen, falsche Start- oder Landebahn, nicht ausgefahrenes Fahrwerk oder negativer Pitch beim Aufsetzen. Auch das Nichtbeachten von Anweisungen zum Landeabbruch gehört dazu.

## Karriere
Wie im richtigen Leben startet man in der untersten Stufe und kann sich durch eine Mindestzahl an Duty-Flügen für den Prüfungsflug für den nächsthöheren Rang qualifizieren. Bei Unfällen oder Unterschreiten der geforderten Prozentzahlen wird man schrittweise degradiert. Je höher der Dienstrang, desto weniger Hilfen kann man aktivieren. Folgende Rangstufen und Einschränkungen gibt es im Spiel:
Student Pilot
alle Hilfen stehen zur Verfügung
Pilot
ILS-Automatik entfällt
Senior Pilot
Höhe und Kurs werden nicht mehr vom Autopilot geregelt
Commander
nur noch „Direktmodus“ in der Steuerung, alle Impulse werden direkt auf Höhen- und Seitenruder übertragen
Chief Pilot
Geschwindigkeit wird nicht mehr vom Autopilot geregelt

## Systemanforderungen
Vom Entwickler werden angegeben:
- PC mit Intel Pentium, mindestens 350 MHz. Empfohlen 500 MHz oder mehr
- Microsoft Windows 95/98/ME/XP
- Force-Feedback-Joystick
- eine Grafikbeschleunigung ist nicht notwendig.[4][5]

Auf der Festplatte belegt das Programm mit allen Handbüchern, Karten und Luftbildern 1 GB.